# 綠擬雀鯛
綠擬雀鯛（學名：Pseudochromis viridis）為鱸形目鱸亞目擬雀鯛科的其中一種，為熱帶海水魚，分布於東印度洋聖誕島海域，為特有種，深度0-10公尺，本魚體延長，背鰭硬棘3枚；背鰭軟條22枚；臀鰭硬棘3枚；臀鰭軟條13枚，體長可達4.3公分，棲息在珊瑚礁區，生活習性不明。

## 擴展閱讀
維基物種上的相關：綠擬雀鯛